# Petite Vendée comtoise

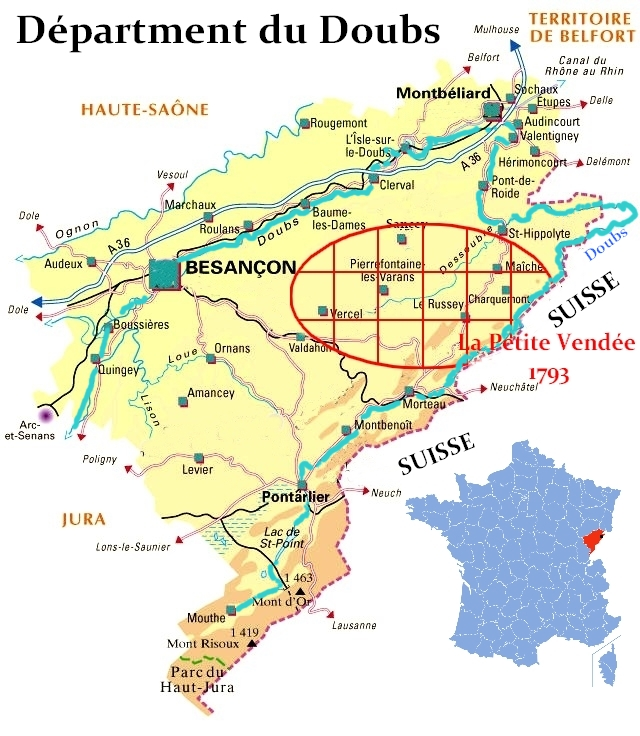
Carte de la Petite Vendée Comtoise en 1793 dans le Haut-Doubs.

La Petite Vendée Comtoise est le nom donné à une insurrection populaire antirévolutionnaire qui s'est déroulée durant l'été 1793 dans certains cantons du département du Doubs situés dans les districts d'Ornans et de Pontarlier, à la frontière suisse. Rapidement écrasée (on retient en général les dates du 31 août 1793 - 6 septembre 1793), cette insurrection a été suivie d'une lourde répression qui a multiplié arrestations, déportations et exécutions. L'historienne Danièle Pingué de l'Université de Franche-Comté a résumé l'événement : « Bien qu’éphémère et circonscrite à quelques cantons, cette insurrection allait marquer durablement la mémoire collective » .
La dénomination de Petite Vendée apparaît dès les  événements de 1793. Le journal patriote La Vedette écrit dans son numéro du 17 septembre : « Il s'étoit formé dans l'extrémité de notre département une petite Vendée, qui menaçoit fortement la liberté qu'on se proposoit d'éteindre dans le sang des patriotes ». L'expression sera reprise au XIXe siècle surtout par le parti catholique et réactionnaire, par exemple par l'abbé Louis Besson (qui sera évêque de Nîmes), dans La Petite Vendée, Mémoires de l'Académie de Besançon, 1861, et surtout par Jules Sauzay Histoire de la persécution révolutionnaire dans le département du Doubs de 1789 à 1801 , 1867-1873.

## Contexte
Les villages concernés par l'insurrection sont groupés autour de Bonnétage, Le Russey, Maîche, Orchamps-Vennes,  Pierrefontaine-les-Varans, Sancey, Vercel (villages dispersés dans les cantons redécoupés en 2014 de Maîche, Morteau, Clerval, Valdahon). Ces cantons du Haut-Doubs se situent dans une partie enclavée de Franche-Comté à forte tradition catholique qui constitue une frontière religieuse avec le protestantisme de la principauté de Montbéliard au nord et des cantons suisses à l'est. Ce secteur a été très concerné par la Contre-Réforme qui a tissé des réseaux puissants et a profondément marqué les esprits ; en témoignent  les fondations religieuses, à l'époque de la Révolution et du Directoire, d'Antoine-Sylvestre Receveur(1750-1804) ou de Jeanne-Antide Thouret(1765-1826).
Si les débuts de la Révolution ne sont pas mal accueillis, des tensions apparaissent avec la Constitution civile du clergé de 1790 et les oppositions s'accentuent fortement en 1791 quand le pape condamne la nouvelle institution, le 10 mars 1791, et que l'archevêque de Besançon, Raymond de Durfort, réfractaire, est destitué le 12 mars 1791 et exilé en Suisse. Les prêtres réfractaires sont nombreux dans ces territoires très catholiques et les contacts avec l'émigration militante sont importants et facilités par la proximité avec la Suisse.
L'opinion publique locale est dominée par le parti catholique qui rejette vivement la déchristianisation de la Convention et est parfois sensible à la propagande royaliste renforcée, après la mort du roi, mais une minorité révolutionnaire – les patriotes – demeure active et contrôle les activités politiques et administratives en s'appuyant sur les gardes nationaux armés. Le climat est tendu dans cette région frontalière agitée par les contacts avec la Suisse où sont regroupés émigrés et prêtres réfractaires alors que la faiblesse des récoltes et les réquisitions ordonnées par le Comité de salut public pour nourrir les armées échauffent déjà les esprits : les municipalités patriotes confisquent les armes des partisans catholiques pour éviter les affrontements violents. 
Celles-ci menacent encore davantage après la décision de  la levée en masse des hommes de 25 à 30 ans le 23 août 1793 qui renforce le décret de la Convention du 24 février 1793 qui ne concernait que les célibataires ou veufs de 18 à 25 ans. Les paysans catholiques n'acceptent pas de défendre un pouvoir qui les opprime et dont ils ne partagent pas les valeurs.

## Les événements

### Le soulèvement armé
Dès le 26 août 1793 des agitateurs contre-révolutionnaires organisent des rassemblements revendicatifs et promettent l'arrivée de renforts alsaciens (on évoque le soutien de 4000 hommes) : l'insurrection mûrit sans objectif clair ni chef ; c'est une révolte populaire spontanée qui se lance.
Le 31 août 1793 quelques milliers d'insurgés venus de tout le secteur se regroupent à Sancey et saisissent les armes entreposées à la mairie. Ils décident sous l'impulsion de meneurs surgis des événements d'attaquer la mairie de Baume-les-Dames pour récupérer d'autres armes et libérer 115 Prussiens qu'on prévoit d'intégrer dans la troupe. Les prisonniers prussiens ayant été évacués vers Besançon, on change finalement d'objectif pour marcher sur Pierrefontaine, toujours à la recherche des armes confisquées par la Garde nationale et les patriotes dans les semaines précédentes. 
Le 5 septembre 1793, les émeutiers catholiques passent à l'action en rameutant et même en forçant les cultivateurs attentistes à grossir leurs rangs. Un  journal patriote de Besançon qui leur est hostile – La Vedette, ou journal du département du Doubs, par une société de républicains, amis de l'humanité, et défenseurs de la souveraineté du peuple, du mardi 17 septembre 1793 – les décrit ainsi : « Vers la fin de la semaine dernière, une troupe de brigands révoltés a paru autour de quelques villages voisins du canton de Morteau. Parmi eux étaient des prêtres déportés, dont plusieurs de Besançon, des émigrés, grand nombre de fanatiques des montagnes, et notamment du village de Flanchebouche, célèbre par l'incivisme de ses habitants et par les sottises du curé Clément et du fameux Goguillot : cette horde de scélérats paraît avoir été d'environ cinq mille hommes, dispersés sur différents points. ». 
Les patriotes des environs se mobilisent en sonnant le tocsin et repoussent les assaillants ; les points de tension se multiplient sur le territoire et devant la menace estimée (exagérément ?) à 3000 hommes par les patriotes ceux-ci demandent l'appui de la Garde nationale ainsi que celui des troupes cantonnées à la frontière ou envoyées de Besançon. Ces troupes reprennent le contrôle des villages insurgés en se livrant à des pillages et à des exactions ; elles encerclent peu à peu les insurgés qui commencent un mouvement de retraite vers Le Russey et la frontière marquée par la rivière Doubs en se débandant en partie. On estime que le 5 septembre il reste entre 500 et 1000 insurgés dans le secteur de  Bonnétage et des Fontenelles, mal armés et menacés par les troupes patriotes.
Au matin du 6 septembre 1793 c'est l'affrontement armé au lieu-dit le Grand Communal à Bonnétage. Les insurgés refusent la proposition de pardon des patriotes en y voyant une forme de raillerie. Les patriotes ouvrent alors le feu en faisant une vingtaine de victimes : la déroute est totale. Des fuyards sont touchés alors qu'ils tentent de passer la rivière-frontière à gué ou à la nage tandis que la plupart sont capturés. Les centaines de prisonniers que rejoignent bientôt leurs  camarades livrés par la Suisse sont emprisonnés à proximité (Ornans, Maîche, Pontarlier…) et dans tout le département (Besançon, Fort de Joux…).
C'est la fin de l'insurrection. Va suivre une dure répression qui commence par la mise en place de comités de salut public et le ratissage des suspects.
Jules Sauzay, favorable au parti catholique, résume ainsi la situation dans son ouvrage de 1868 Histoire de la persécution révolutionnaire dans le département du Doubs de 1789 à 1801 :« Cette insurrection, la plus considérable qui ait éclaté dans le Doubs pendant les dix années de la Révolution, et à laquelle le temps a donné le nom de Petite Vendée, présente deux phases d'une durée et d'un caractère bien différent. La révolte naît et meurt presque le même jour, comme un feu de paille sans consistance, ou comme un coup de tête d'enfants aussi bons que naïfs; la répression au contraire se prolonge pendant quatre mois et se montre aussi habile et savante qu’impitoyable. ».

### La répression

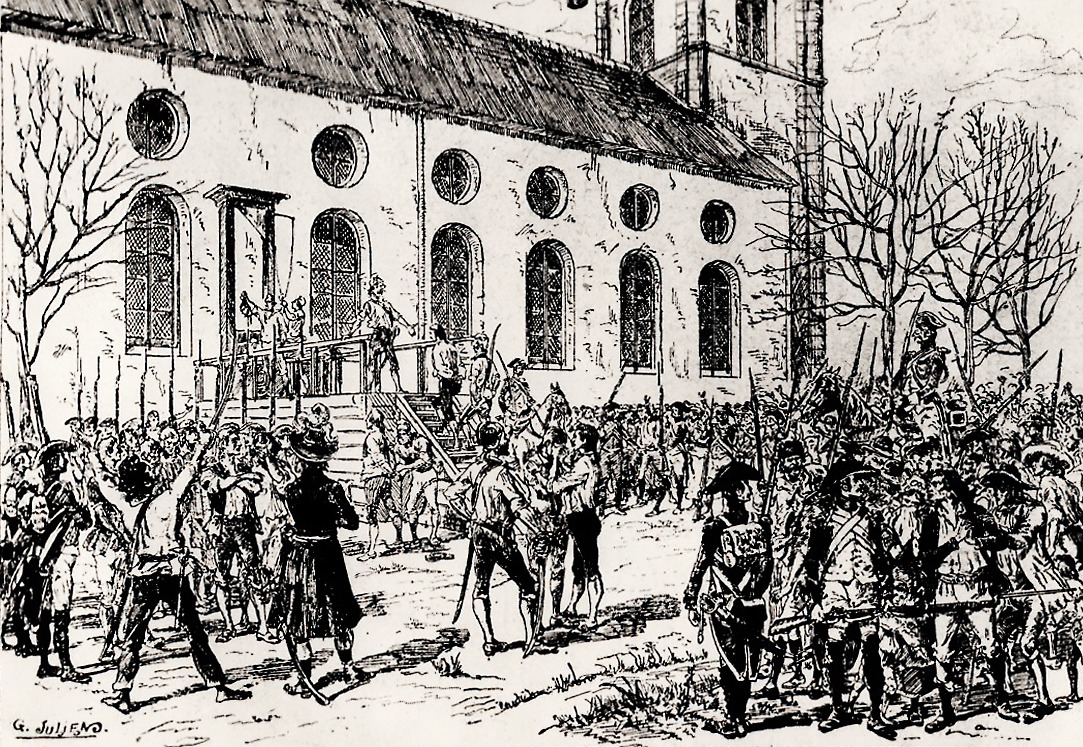
La guillotine à Maîche

La répression s'organise fermement en suivant la procédure d'exception fixée par la loi du 19 mars 1793 contre les hors-la-loi (sans défenseur, sans jury,  sans appel…) sous l'impulsion de révolutionnaires locaux déterminés. Elle dure plusieurs mois et frappe durement les centaines de suspects. 
L'accusation principale met en avant la conspiration et la révolte armée : il s'agit de rendre une justice expéditive et de faire des exemples pour conserver le contrôle de cette zone frontière. On retient par exemple le rôle de meneur qui entraîne la condamnation à mort, le fait d'avoir porté les armes contre les patriotes, de n'avoir pas pris les armes contre les brigands de la Petite Vendée le 5 septembre, d'entretenir des liens familiaux avec des émigrés ou des prêtres réfractaires, d'être royaliste, d'avoir tenu des propos anti révolutionnaires, d'avoir eu des contacts avec la Suisse, d'avoir passé la frontière…, autant d'actes taxés de « fanatisme et incivisme ».
C'est ainsi que le tribunal criminel installé d'abord à Ornans prononce le 14 septembre 1793 trois condamnations à mort, aussitôt exécutées. Il y en a de nouveau quatre le 18 septembre et cinq le 21 septembre. On déplace ensuite le tribunal à Maîche où sont guillotinés 19 condamnés les 14 et 21 octobre. Une nouvelle session contre les réfugiés rentrés de Suisse siège le 21 novembre et prononce onze condamnations à mort. La dernière exécution a lieu  le 11 décembre dans le secteur mais d'autres auront lieu ensuite à Besançon.
Les tribunaux d'exception prononcent  aussi une vingtaine de déportations en Guyane qui ne pourront être réalisées à cause du conflit maritime avec les Anglais (les condamnés furent enfermés sur des pontons à Rochefort), une quarantaine de lourdes peines de prisons et d'autres plus légères comprenant aussi des réclusions au domicile ou dans la commune qui n'épargnent pas les femmes. Il y eut cependant des acquittements comme celui de Michel Joseph Jeunot, paysan acquitté faute de preuves. Jules Sauzay en donne le détail dans son ouvrage de parti-pris catholique publié quatre-vingts ans plus tard (1874 Histoire de la persécution révolutionnaire dans le département du Doubs de 1789 à 1801, tome 5).
Des libérations successives ont été opérées dans les mois suivants par évidence d'innocence ou par besoin de main d’œuvre agricole par exemple et aussi par économie même si les condamnations étaient accompagnées de la confiscation des biens dont la vente devait couvrir les frais de justice (les familles devaient aussi se charger de la subsistance des prisonniers).
La pression judiciaire s’allège à l'été 1794, après Thermidor et la fin de la Terreur, mais dure jusqu'à l'abrogation de la loi sur les suspects en octobre 1795.

## Conséquences

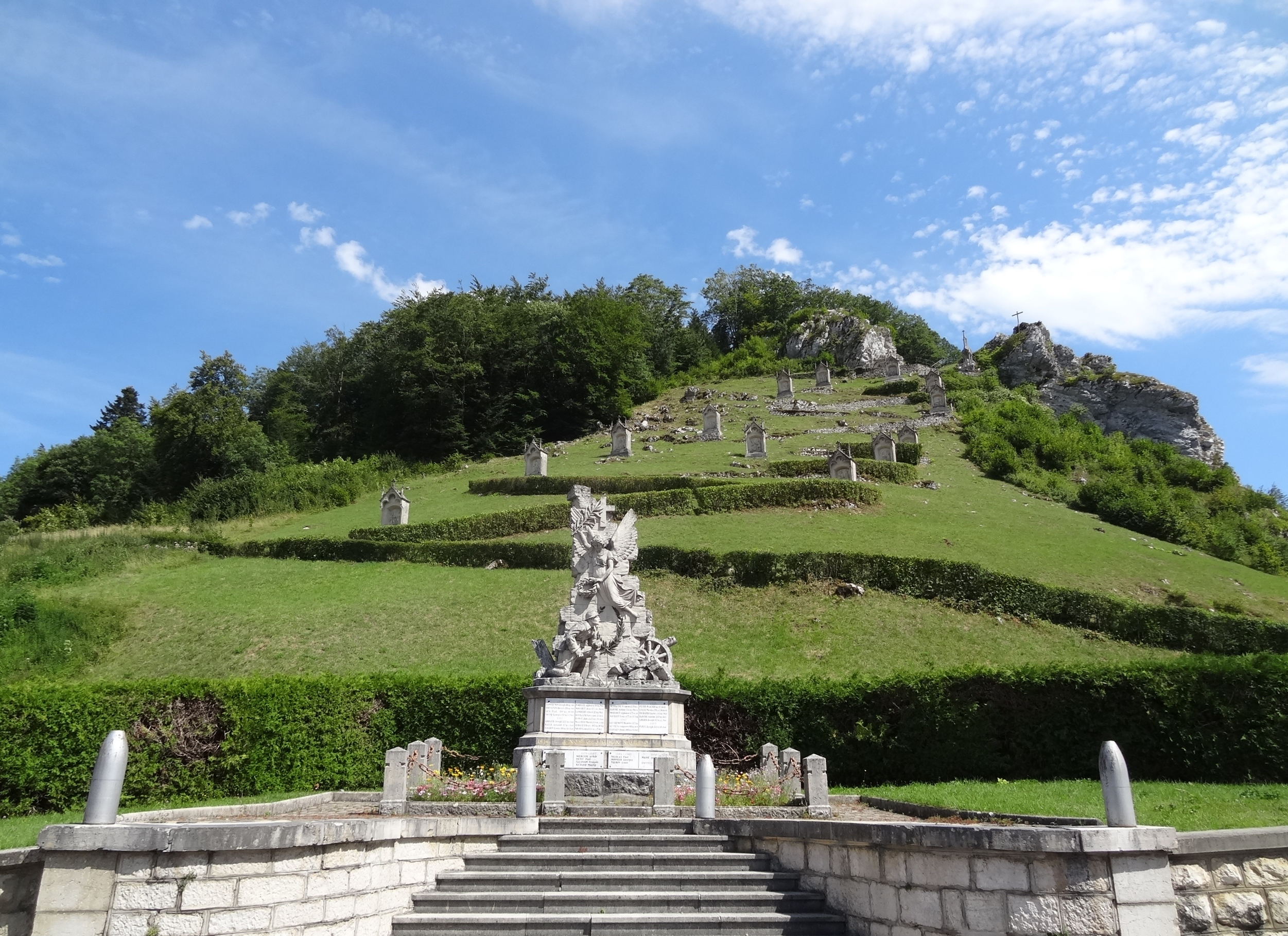
Calvaire de Sombacour, fin XIXe siècle - Témoignage de la vitalité catholique dans le Haut-Doubs.

Une des conséquences de cette répression est l'accentuation de l'émigration vers la Suisse qui frappe particulièrement les villages à la lisière de la frontière : selon Jules Sauzay qui la qualifie de « populaire et catholique », elle toucha trois cents personnes, des domestiques mais aussi des paysans qui emportaient clandestinement leurs biens.  Un grand nombre de ces « émigrés » rentra cependant dans les années suivantes quand les tensions s'apaisèrent. Il fallut du temps : les patriotes n'oubliaient pas l'insurrection et restaient vigilants comme le montre un courrier du comité de surveillance de Baume-les-Dames en juillet 1794 : « L'année dernière, les tyrans coalisés tentèrent de faire du Département du Doubs une autre Vendée ».
En même temps s'installe dans le secteur du Haut-Doubs une mémoire contre-révolutionnaire durable, bien présente au milieu de XIXe siècle et encore sensible à la fin du XXe siècle, le parti catholique exploita l'insurrection de la Petite Vendée comtoise en cultivant le culte des victimes de la répression : en témoignent la plaque apposée dans l'église de Maîche en octobre 1857 par le comte Charles de Montalembert pour honorer les « morts de la foi catholique », l'instauration de messe du souvenir à Maiche, la diffusion d'écrits comme le  martyre de l'abbé Robert, mis à mort à Belvoir en 1794 ou l'ouvrage de l'abbé Louis Besson, La Petite Vendée, Mémoires de l'Académie
de Besançon en 1861.
Jules Sauzay, de conviction catholique, présente favorablement l'insurrection dans  son  Histoire de la persécution révolutionnaire dans le département du Doubs de 1789 à 1801 , 1867-1873 : « Noble contrée où les catholiques, décimés par l'échafaud, la prison et l'exil, ne cessaient de se montrer fidèles et commandaient le respect public par leur fermeté autant que la piété par leurs souffrances » (page 149 tome 5). Il accable les patriotes , « tyrans des consciences, spoliateurs des églises et meurtriers de prêtres ». Même s'il nuance les responsabilités :  « un trop grand nombre de prêtres, en mêlant la propagande royaliste à la propagande religieuse, travaillèrent eux-mêmes à pousser le gouvernement aux derniers excès ».
L'empreinte conservatrice et catholique reste forte dans ces territoires marqués par la Petite Vendée de 1793 : au début du XXe siècle on note bien que « Le Haut-Doubs est une terre de tradition marquée par un héritage catholique » qui nourrit les conflits au moment des inventaires en 1906 et suscite des conflits à propos du retrait des croix des écoles,.
Un autre signe est la forte présence de l'école privée catholique dans ces cantons au vote conservateur de droite jusqu'au delà des années 2000 comme le montrent les élections législatives et la liste des députés du Doubs.